# Red de Museos UBA
La Red de Museos UBA reúne a los 23 museos de las facultades de la Universidad de Buenos Aires (UBA). Todos ellos difunden, investigan y preservan colecciones científicas y se especializan en diferentes disciplinas (psicología, medicina, agronomía, física, antropología, historia, arquitectura, odontología, veterinaria, geografía, geología, farmacia, arqueología, botánica, economía, mineralogía, química, derecho, ingeniería, matemáticas y zoología).

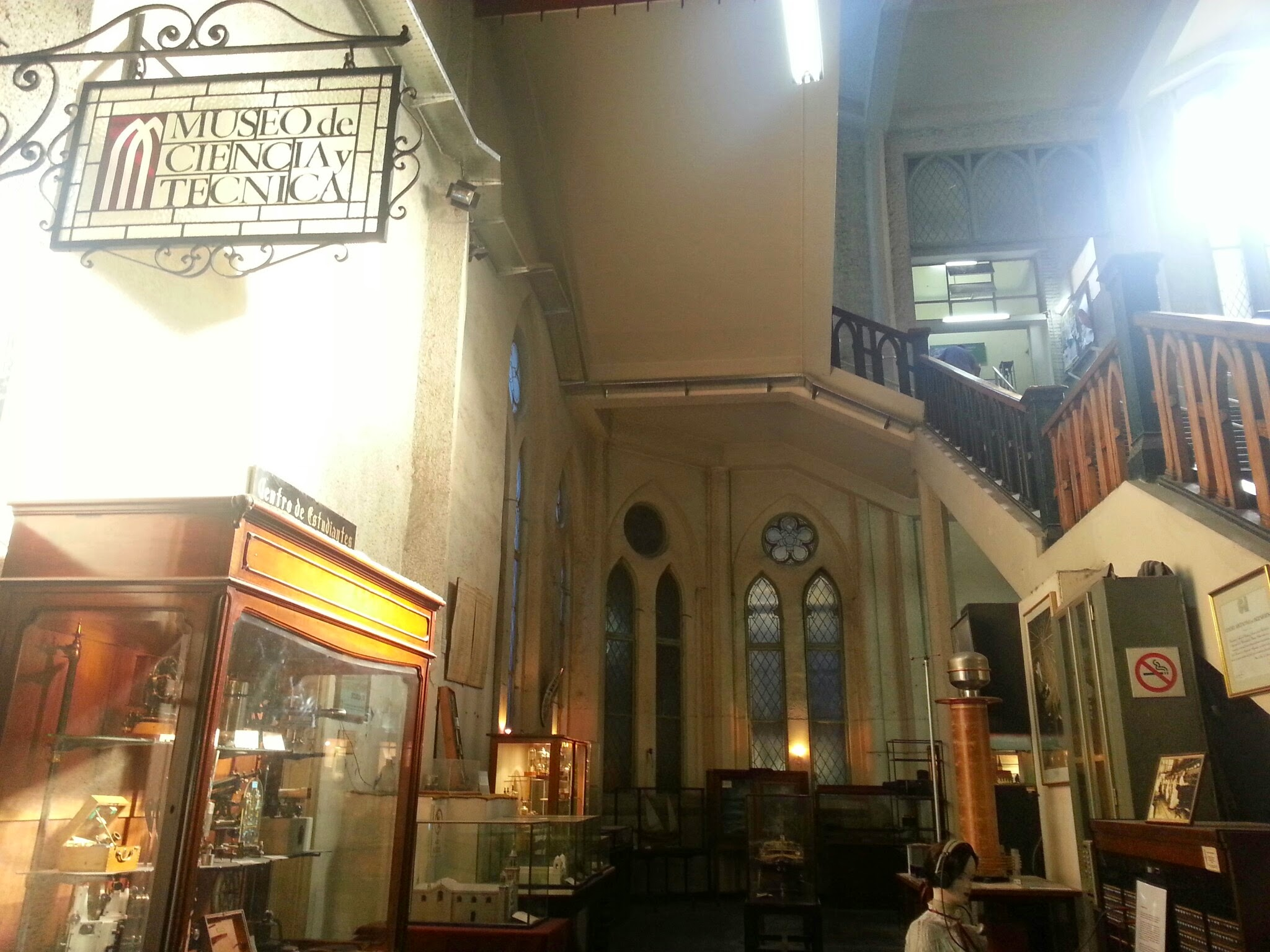
Vista general del interior del Museo de Ciencia y Técnica de la Facultad de Ingeniería (UBA)

La coordinación de la Red depende de la Secretaría de Extensión Universitaria del Rectorado de la UBA. Tiene distintas líneas de trabajo y capacitación para fortalecer y desarrollar actividades, criterios y metodologías compartidas por los museos.

## Actividades
La Red impulsa el intercambio de experiencias, la formación profesional y el desarrollo de proyectos conjuntos entre los museos para poner en valor el patrimonio universitario. Ha organizado exposiciones y cursos sobre temáticas museológicas y además difunde propuestas de todos los museos que la integran (charlas, visitas guiadas, talleres, ciclos de música y cine, congresos, muestras, etc.).

## Historia

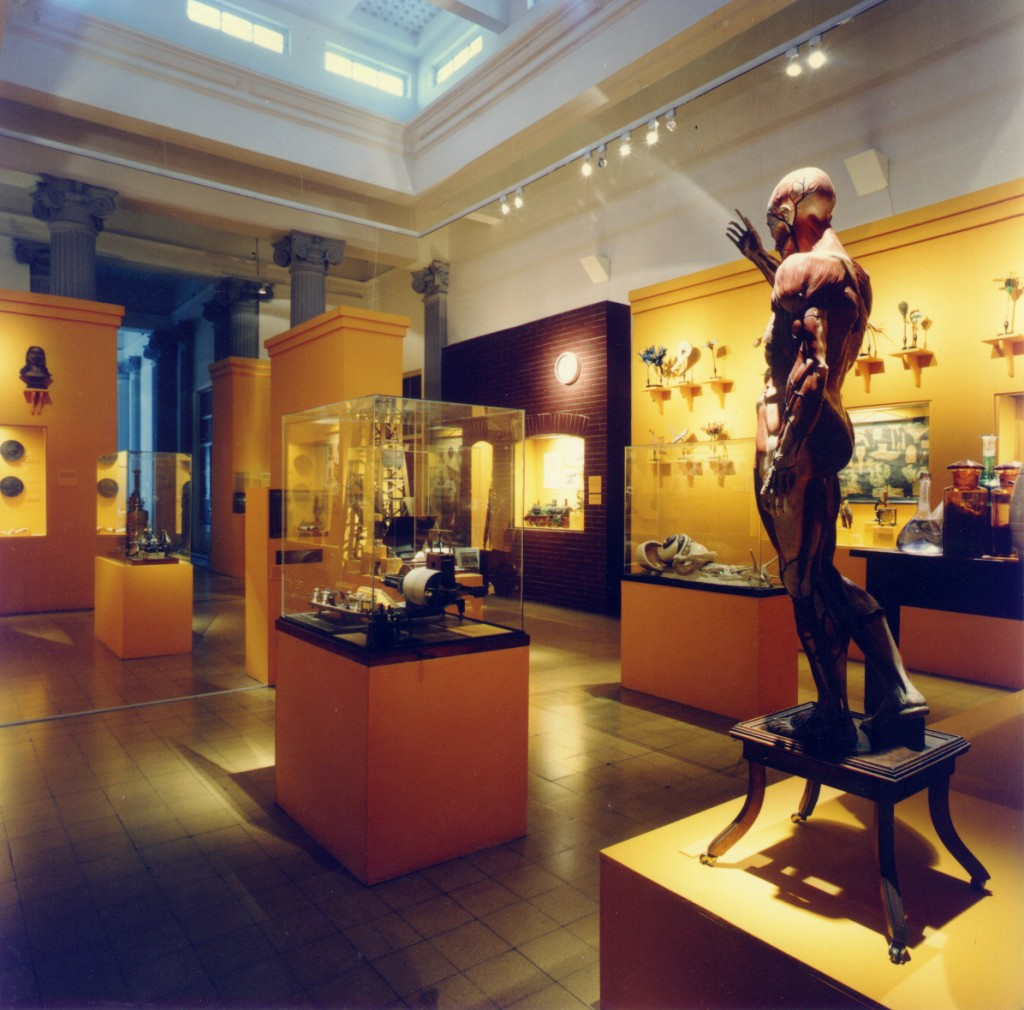
Vista general de la exposición "Los futuros del pasado" desarrollada en el Museo Etnográfico Ambrosseti (UBA)

La Red se creó para promover el desarrollo de la investigación y transferir a la comunidad académica y a toda la sociedad el conocimiento científico tecnológico a través de los museos. En el año 1991, el Rector Dr. Oscar Shuberoff y el Consejo Superior aprobaron su formación con el nombre de “Red de Museos de Ciencia y Técnica”. Además, esta Red debía permitir al personal de los museos trabajar junto a los docentes, investigadores y graduados de cada facultad.
En 1997 la Red organizó la exhibición “Los futuros del pasado. Universidad, ciencia y modernización 1870-1920” reuniendo patrimonio de diferentes museos en las salas del Museo Etnográfico “J. B. Ambrosetti”. Colaboraron también el Museo Tecnológico Eduardo Latzina de la Escuela Técnica Otto Krause, el Hospital de Clínicas y el Programa de Historia Oral de la UBA.
En 2002 se creó la coordinación de la Red de Museos que colaboró y articuló vínculos entre los museos universitarios. Se propuso cooperar en la difusión de sus actividades y generar nuevas oportunidades de formación profesional.
En 2010 la Red participó en ExpoUBA en el predio de la Sociedad Rural. Allí presentó una exposición con objetos e instrumentos utilizados en la enseñanza e investigación científica. En agosto de 2011 también se sumó a los festejos por los 190 años de la Universidad: organizó diferentes actividades abiertas a la comunidad y expuso colecciones de varios museos en el “Recorrido histórico” en el Colegio Nacional de Buenos Aires.
En 2019 se aprobó una nueva estructura organizativa para la Red convirtiéndolo en un Programa de la Secretaría de Extensión Universitaria y Bienestar Estudiantil de Rectorado y Consejo Superior. Se crearon nuevas líneas de capacitación y canales de comunicación conjunta. En 2020, ante los riesgos provocados por el COVID 19, un grupo de profesionales de la Red elaboró una serie de recomendaciones para proteger al personal, los usuarios, los públicos y el patrimonio cultural que resguardan los museos universitarios.
Además de las presentaciones que cada museo hace de su propio trabajo, la coordinación de la Red participa en diversos eventos académicos difundiendo sus acciones.  A modo de ejemplo,  la ponencia “Tesoros resguardados” destacó el  patrimonio del conjunto de los museos en el V Encuentro de Museos Universitarios del Mercosur y II De Latinoamérica y del Caribe organizado en Santa Fe en 2014. En noviembre de 2020, la coordinación de la Red presentó los lineamientos del trabajo conjunto en el Webinario “Museos Universitarios, ciencia y diversidad” en las Primeras Jornadas Nacionales de Museos Universitarios organizadas por el PROMU de la Universidad Nacional de Córdoba (UNC). Los museos de la Red participaron activamente de los Congresos Sudamericanos de Museos Universitarios organizados por el Museo de la Psicología Experimental "Dr. Horacio G. Piñero” en 2018 y 2021.
La Red cuenta con el apoyo sostenido de RadioUBA para comunicar sus acciones y dar a conocer las colecciones de los diferentes museos.

## Museos que integran la Red
1.     Museo “Houssay” de Historia de la Ciencia y la Tecnología (Facultad de Medicina)
2.     Museo Arqueológico “Dr Eduardo Casanova” y Museo de Sitio Pucará (Facultad de Filosofía y Letras)
3.     Museo de Anatomía “J.J. Naón” (Facultad de Medicina)
4.     Museo de Anatomía Veterinaria Prof. Dr. Luis Van Pas (Facultad de Ciencias Veterinarias)
5.     Museo de Ciencia y Técnica (Facultad de Ingeniería)
6.     Museo y Archivo histórico de la Facultad de Derecho (Facultad de Derecho)
7.     Museo de Farmacia "Dra. Rosa D Alessio de Carnavale Bonino" (Facultad de Farmacia y Bioquímica)
8.     Museo de Farmacobotánica "Juan A. Dominguez" (Facultad de Farmacia y Bioquímica)
9.     Museo de Historia de la Medicina y de la Cirugía “Vicente A. Risolía” (Facultad de Medicina)
10.  Museo de la Deuda Externa (Facultad de Ciencias Económicas)
11.  Museo de la Forma ( Facultad de Arquitectura, Diseño y Urbanismo - FADU)
12.  Museo de la Psicología Experimental Argentina "Horacio Piñero"(Facultad de Psicología)
13.  Museo de las Maquetas (FADU)
14.  Museo de Matemática - MateUBA (Facultad de Ciencias Exactas y Naturales)
15.  Museo de Mineralogía "Dra. Edelmira Mórtola" (Facultad de Ciencias Exactas y Naturales)
16.  Museo de Odontología (Facultad de Odontología)
17.  Museo de Patología (Facultad de Medicina)
18.  Museo Didáctico de Física (Colegio Nacional Buenos Aires)
19.  Museo Didáctico de Geografía (Colegio Nacional Buenos Aires)
20.  Museo Etnográfico "Juan B. Ambrosetti" (Facultad de Filosofía y Letras)
21.  Museo Histórico de la Enseñanza de la Química (Colegio Nacional Buenos Aires)
22.  Museo Universitario de Maquinaria Agrícola (Facultad de Agronomía)
23.  Museo de Anatomía Odontológica (Facultad de Odontología)